# Trichosalpinx blaisdellii
Trichosalpinx blaisdellii är en orkidéart som först beskrevs av Sereno Watson, och fick sitt nu gällande namn av Carlyle August Luer. Trichosalpinx blaisdellii ingår i släktet Trichosalpinx och familjen orkidéer. Inga underarter finns listade i Catalogue of Life.